# Комацуна
Комацуна (コマツナ（小松菜）) чи Японський гірчичний шпинат (Brassica rapa var. perviridis) - популярний азійський овоч, варіант Brassica rapa.

## Історія

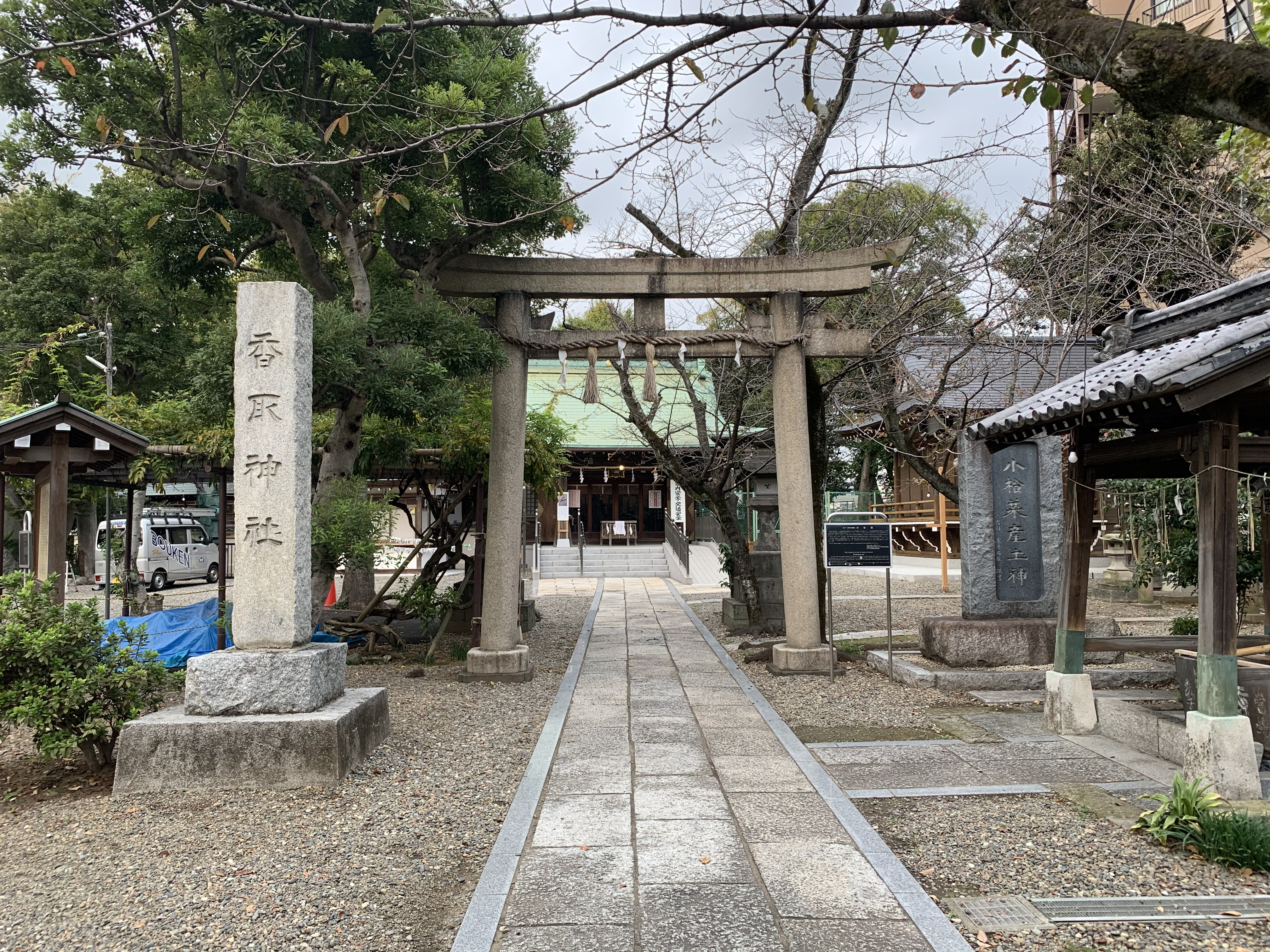
Храм Каторі（Храм Каторі Шін-Койва）

Назва «комацуна» японською мовою означає «зелень Комацу», що відноситься до села Комацугава в Едогава, Токіо, де його активно вирощували в період Едо.  Його назвав Токугава Йосімуне, восьмий сьогун, який відвідав Едогаву в 1719 році для полювання та зупинився в місцевому храмі Каторі на обід. Священик святині подав йому суп з рисовим коржем і місцевими листовими овочами. Сьогун був вражений смаком овоча і назвав його комацуна, на честь сусідньої річки Комацу  (що дає назву Комацугава). До цього дня святилище Шін-Койва Каторі пропонує комацуну божествам напередодні Нового року. Людям, які приходять до святині помолитися на Новий рік, також дарують комацуну на удачу в новому році.
З часів сьогуна намагалися вивести комацуну з солодшим смаком. Старий сорт, який, як вважають, подавали сьогуну, не є доступним. Цей сорт називається Goseki bansei. Він росте швидше, має більше, але менше листя, ніж звичайна комацуна, і має сильний, пряний смак.
Листя комацуни можна вживати в їжу на будь-якій стадії їх росту. У зрілої рослини вони темно-зелені з тонкими світло-зеленими стеблами, близько 30 сантиметрів завдовжки і 18 см завширшки. Найчастіше його вирощують навесні та восени, оскільки він не витримує сильної спеки чи холоду довше короткого часу. Хоча зараз його вирощують цілий рік у теплицях.

## Приготування
Комацуна має свіжий солодкий смак і хрустку консистенцію. Це дуже універсальний овоч, його можна їсти сирим, маринованим, смаженим, вареним, використовувати в свіжому вигляді в салатах або додавати в супи. Він популярний у супах, оскільки може залишатися твердим після варіння. Це чудове джерело кальцію, вітаміну А та вітаміну С. 